# Heg

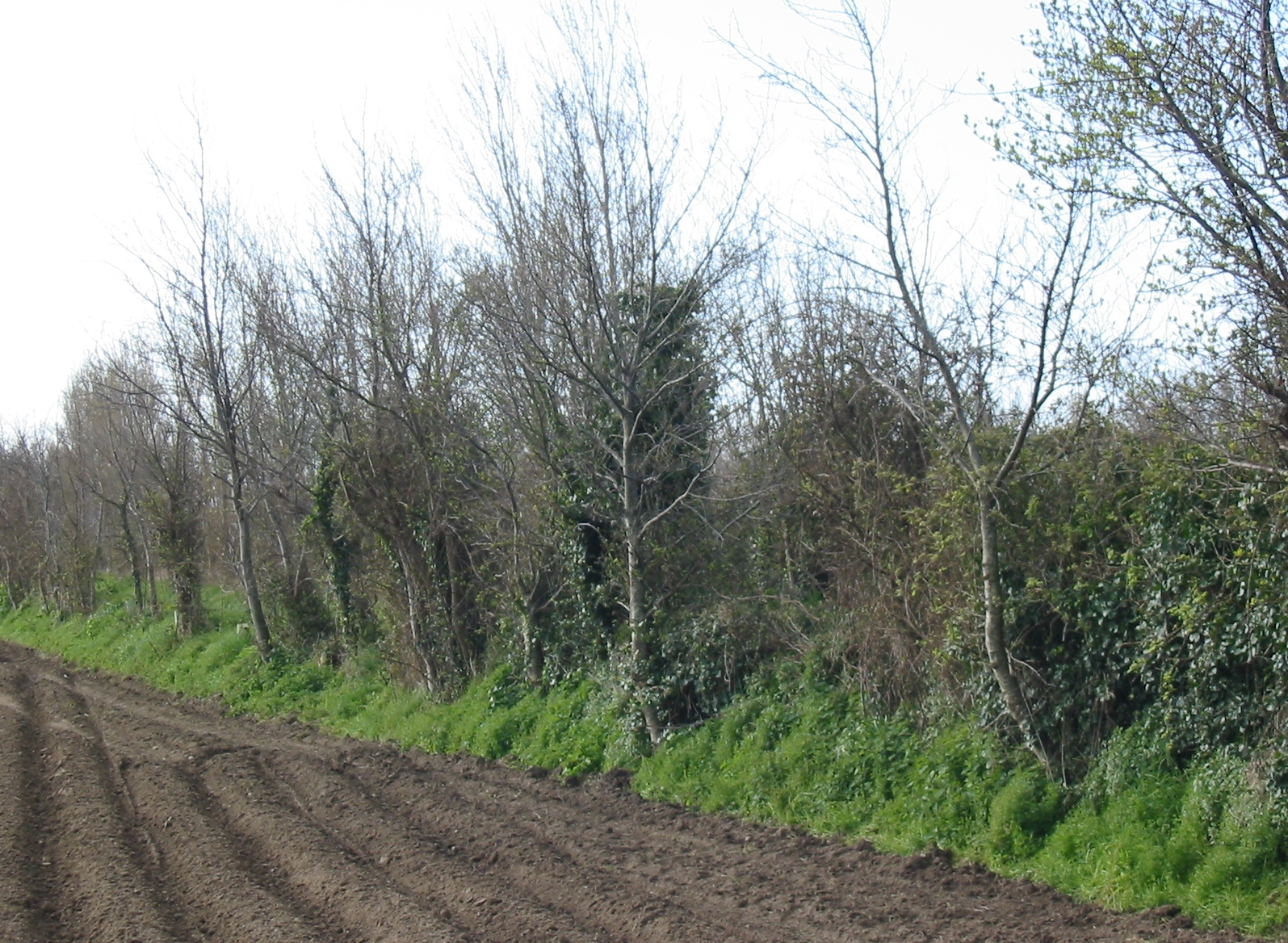
Heg langs een akker

Een heg, haag, of houtkant is een meestal lijnvormige aanplanting van struiken en bomen met als doel het scheiden van ruimte. Vaak worden de termen 'heg' en 'haag' door elkaar gebruikt, regionaal kunnen ze echter verschillende betekenissen hebben. De benaming 'houtkant' is vooral in Vlaanderen gebruikelijk. 

## Onderscheid haag, heg en houtkant
- Een haag is een dichte rij struiken die ongeveer eenmaal per jaar geschoren wordt.
- Een heg is een dichte rij struiken die vrij mogen uitgroeien en die hooguit een keer in de twee jaar worden geknipt en vaak nog minder frequent. Een heg oogt wilder en kan meer bloemen en vruchten dragen. Ze kan ook enkele meters breed worden.
- Een houtkant is een rij struiken of bomen, soms in 2 à 3 rijen en kan al snel 5 meter breed worden. Om de 5 à 10 jaar wordt een houtkant gekapt. De planten schieten daarna terug uit. Het kappen gebeurt vaak gespreid over een aantal jaren, zodat vogels en zoogdieren altijd een onderkomen en voedsel vinden.[1]

## Natuur
Heggen en hagen zijn soms al honderden jaren oud en van onvervangbare waarde voor planten en dieren. Hoe ouder de heg, hoe complexer gewoonlijk de levensgemeenschap van planten en dieren is. In hagen komt een grote rijkdom aan zaden en vruchten voor. De natuurwaarde van een haag wordt nog verhoogd, wanneer op bepaalde plaatsen opgaande bomen of knotbomen in de haag zijn opgenomen. Behalve als afscheiding tussen percelen of tussen verschillende vormen van grondgebruik, hebben hagen veelal een bijzondere ecologische betekenis. In de heg vinden allerlei zoogdieren, vogels, reptielen en insecten een plek, voedsel en beschutting. Vanuit de heg vinden onder meer allerlei roofinsecten hun weg naar de gewassen en leveren zo een bijdrage aan een biologische bestrijding. Ook functioneren heggen als ecologische verbindingszone. Hagen vergen relatief veel onderhoud. Hagen die meermaals per jaar gesnoeid worden, boeten in aan natuurwaarde, Ze komen ook niet of nauwelijks tot bloei en dragen dan geen vruchten.

## Landbouw

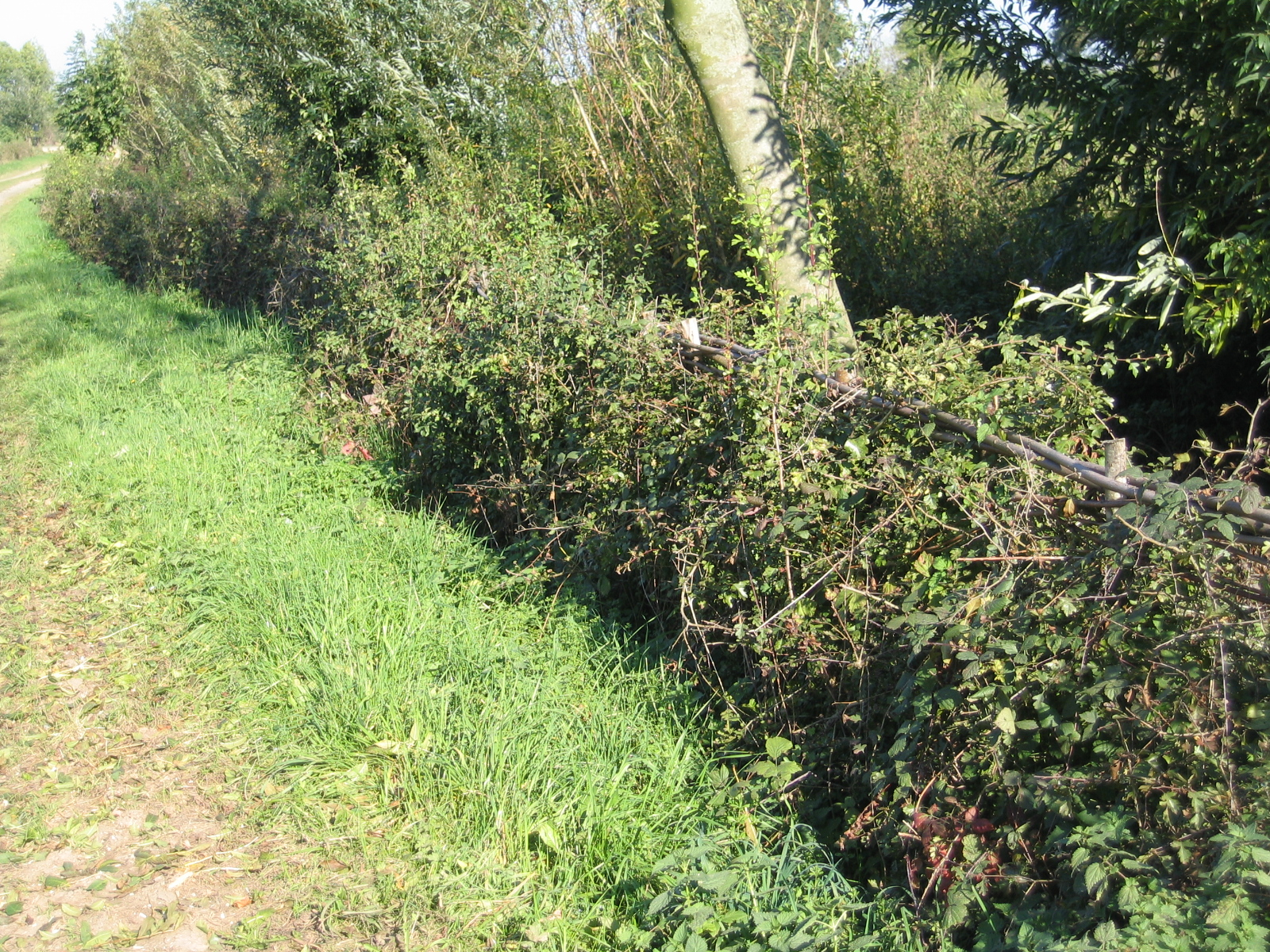
Vlechtheg in het gebied de Maasheggen

In de landbouw werden voor de uitvinding van het prikkeldraad hagen geplant. Hagen werden soms gecombineerd met muurtjes of wallen. De hagen bestonden uit allerlei vooral inheemse planten, planten met stekels werden veel gebruikt, waaronder de hondsroos, de egelantier en de meidoorn. Er wordt naar gestreefd hagen en heggen in het buitengebied te behouden en zo mogelijk uit te breiden. Bij Goes in Zeeland hebben boeren met overheidssteun acht kilometer nieuwe Zeeuwse haag aangeplant.
In Vlaanderen kunnen in het kader van de haagcampagne subsidies worden toegekend voor de aanleg of het beheer van hagen, houtkanten en -wallen met inheems plantgoed. Een goed voorbeeld hiervan is de actie "Behaag de Kempen!", waar meerdere gemeenten aan deelnemen.

## Vlechtheg
Een goed gevlochten heg, dicht en vol doorns, keert en weert nog altijd meer ongewenste gasten dan gaas en prikkeldraad. Voor vlechtheggen worden meidoorn, sleedoorn en hazelaar eventueel samen met bramen of rozen gebruikt. Ook kunnen gele kornoelje, kamperfoelie, mispel, kardinaalsmuts worden gebruikt. Vlechtheggen zijn belangrijk voor vele diersoorten zoals de boomkikker, de grauwe klauwier, de uil en de das.

## Houtwal
Een houtwal is een heg op een verhoogde afscheiding tussen twee percelen. Hij kan een grens aangeven van bijvoorbeeld een landgoed of een woonwijk. Heesters en struiken zijn aangeplant op een aarden wal. Voor een houtwal gebruikt men bosplantsoen; inheems plantmateriaal zoals meidoorn, kardinaalsmuts, kornoelje, sleedoorn en hazelaar.

## Tuinhaag

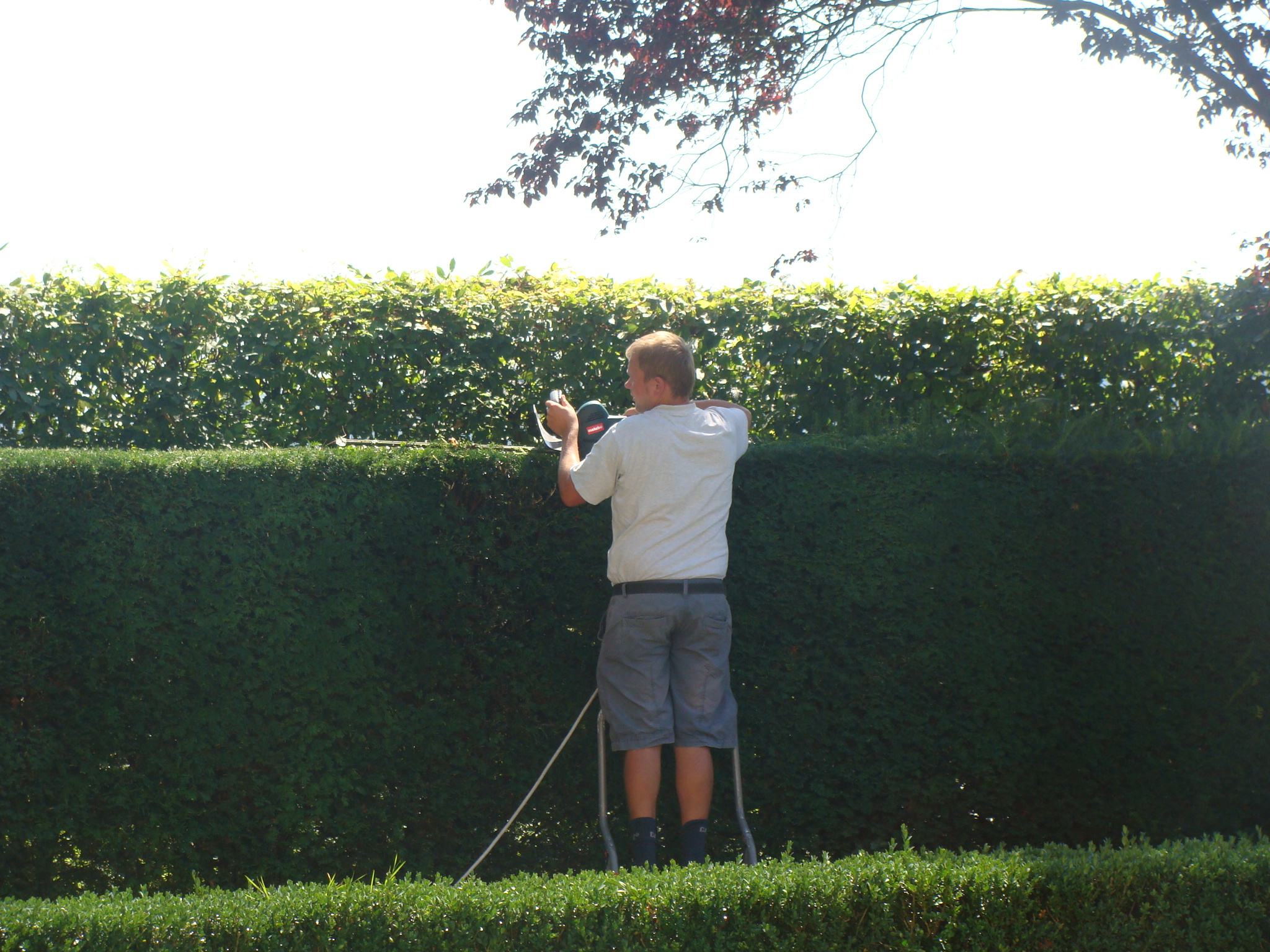
Het snoeien van een tuinhaag

Tuinheggen worden vooral gebruikt als erfafscheiding. De liguster, de berberis, laurierkers en de thuja zijn daarvoor veel aangeplante heesters. Klassiek is het gebruik van meidoorn, buxus, haagbeuk en taxus. Een moderne variant is een haag van klimplanten die groeien langs op palen gespannen gaas.

### Snoei
Een heg wordt zo gesnoeid dat de onderkant breder is dan de bovenkant, ook de onderkant van de heg blijft dan groen. Niet elke heester wordt op dezelfde manier geknipt; liguster bijvoorbeeld moet fors teruggesnoeid worden om lage vertakkingen te stimuleren.

### Regels
Voor het plaatsen van heggen en andere erfafscheidingen zijn allerlei regels die er vooral op neerkomen dat het plaatsen en het onderhoud van een heg optimaal gaat wanneer dit in goed overleg met de buren gebeurt.